# 堺市立福泉上小学校
堺市立福泉上小学校（さかいしりつ ふくいずみかみ しょうがっこう）は、大阪府堺市西区にある公立小学校。

## 沿革
地域には明治時代から昭和時代初期にかけて、当時の大鳥郡（のち泉北郡）鶴田村に養徳尋常高等小学校が設置されていた。しかし1935年に鶴田村が合併で福泉町となった際、養徳尋常高等小学校は他校と合併して福泉尋常高等小学校（現在の堺市立福泉小学校）となった。現在の校区にあたる地域は長い間堺市立福泉小学校の校区となっていた。
1971年には堺市立鳳小学校から分離する形で堺市立鳳南小学校が開校した。この際、従来の福泉小学校校区だった上地区は、福泉・鳳南両小学校校区の調整区域となった。
児童数増加により、従来の福泉・鳳南の校区を再編して、堺市で72番目の市立小学校として1979年に堺市立福泉上小学校が現在地に開校した。
- 1978年（昭和53年）5月：工事開始。
- 1979年（昭和54年）4月1日：堺市立福泉上小学校として開校。笠松時幸初代校長・職員25名着任。
  - 6月：学習園完成。各教室にテレビ設置。
  - 8月：樹木の名札付け。
  - 9月：運動場遊具工事終了。
  - 9月30日：第一回体育大会開催。
- 1980年（昭和55年）1月31日：マラソン大会開催。
  - 3月：飼育小屋完成。
  - 6月：体育館どんちょう取り付け。
  - 8月：百葉箱設置。
  - 11月：第一回こども祭り開催。
- 1981年（昭和56年）1月23日：校歌制定。
  - 2月：中庭築山設置。
  - 3月：プール工事開始。
  - 7月2日：プール開設。
  - 11月：中庭花壇完成。
- 1982年（昭和57年）3月：通学路（笠池－学校）工事開始。
  - 4月6日：校区変更。従来の鳳南小学校校区の一部を編入。
  - 7月：通学路通り初め式。
  - 8月：竹林庭工事開始。
  - 12月：つるや前信号灯完成。
- 1983年（昭和58年）3月：緑化樹110本植樹。にじの池完成。
  - 4月1日：斎藤清第2代校長着任。
  - 4月：校舎内掲示板完成。
  - 6月：農具小屋完成。
  - 8月：はんごうすいはん場完成。岩石園完成。
- 1984年（昭和59年）11月6日：創立5周年記念式典実施。
  - 日付不明：音楽室・低学年図書室開設。
- 1986年（昭和61年）4月1日：堀田蔦美第3代校長着任。
- 1988年（昭和63年）11月6日：創立10周年記念式典実施。
- 1989年（平成元年）4月1日：奥田徹第4代校長着任。
  - 日付不明：家庭科室開設。
- 1991年（平成3年）日付不明：サツマイモ畑が本校東側へ移転。
- 1993年（平成5年）日付不明：創立15周年記念事業実施。
- 1994年（平成6年）日付不明：堺市花壇コンクール入賞。
- 1995年（平成7年）4月1日：油谷紀義第5代校長着任。
- 1997年（平成9年）4月1日：岡崎聖旭第6代校長着任。
  - 日付不明：コンピューター室開設。
  - 日付不明：のびのびルーム開設。
- 1998年（平成10年）：養護学級（たんぽぽ学級）開設。
  - 11月22日：創立20周年記念式典実施。
- 2001年（平成13年）：楠玲子第7代校長着任。
  - 新図書室・多目的室開設。
- 2003年（平成15年）4月1日：大村穣第8代校長着任。
- 2005年（平成17年）4月1日：紀乃定寛文第9代校長着任。
- 2008年（平成20年）9月28日：創立20周年記念体育大会実施。
  - 11月23日：創立20周年記念式典実施。
- 2020年（令和2年）4月1日：阪本拓也校長着任。

## 児童数・学級数
2022年5月1日時点の児童数は402人、学級数は16組である。うち、1年生が69人2組、2年生が49人2組、3年生が73人3組、4年生が61人2組、5年生が69人2組、6年生が81人3組である。
| 年度 | 児童数 | 学級数 |
| ---- | ------ | ------ |
| 1979 | 704    | 18     |
| 1980 | 753    | 19     |
| 1981 | 740    | 19     |
| 1982 | 764    | 20     |
| 1983 | 723    | 19     |
| 1984 | 659    | 17     |
| 1985 | 633    | 16     |
| 1986 | 588    | 16     |
| 1987 | 539    | 15     |
| 1988 | 481    | 14     |
| 1989 | 436    | 12     |
| 1990 | 410    | 12     |
| 1991 | 377    | 12     |
| 1992 | 349    | 12     |
| 1993 | 336    | 12     |
| 1994 | 335    | 12     |
| 1995 | 326    | 12     |
| 1996 | 317    | 12     |
| 1997 | 325    | 12     |
| 1998 | 355    | 13     |
| 1999 | 355    | 13     |
| 2000 | 366    | 13     |
| 2001 | 393    | 13     |
| 2002 | 402    | 13     |
| 2003 | 437    | 14     |
| 2004 | 453    | 15     |
| 2005 | 492    | 16     |
| 2006 | 508    | 16     |
| 2007 | 527    | 17     |
| 2008 | 524    | 18     |
| 2009 | 511    |        |
| 2010 | 513    |        |
| 2011 | 471    |        |
| 2012 | 454    |        |
| 2013 | 452    |        |
| 2014 | 446    |        |
| 2015 | 442    |        |
| 2016 | 414    | 14     |
| 2017 | 434    | 15     |
| 2018 | 431    | 15     |
| 2019 | 409    | 15     |
| 2020 | 399    | 16     |
| 2021 | 381    | 14     |
| 2022 | 402    | 16     |

## 通学区域
- 堺市西区 上の全域、草部のうち草部八田西町線以北、原田の一部。

卒業生は堺市立福泉中学校に進学する。

## 交通
- 阪和線 鳳駅 南東へ約1.5km。